# Zawadka (dopływ Wielopolki)
Zawadka – potok, lewostronny dopływ Wielopolki o długości 14,4 km. 
Zawadka swój początek bierze w z połączenia strumyków spływających ze wzgórz Stasiówki, dalej płynie przez Stobierną i Zawadę. W okolicach Paszczyny wpada do Wielopolki.
Potok wcześniej nosił też nazwę Isła lub Isełka.